# Parvis Claire-Heyman-et-Maria-Errazuriz
Le parvis Claire-Heyman-et-Maria-Errazuriz est une place du 12e arrondissement de Paris.

## Situation et accès
Le parvis Claire-Heyman-et-Maria-Errazuriz est situé au sein de l'hôpital Rothschild, dans le quartier de Picpus. 
Il est accessible à proximité par la ligne 6 du métro aux stations Picpus et Bel-Air.

## Origine du nom

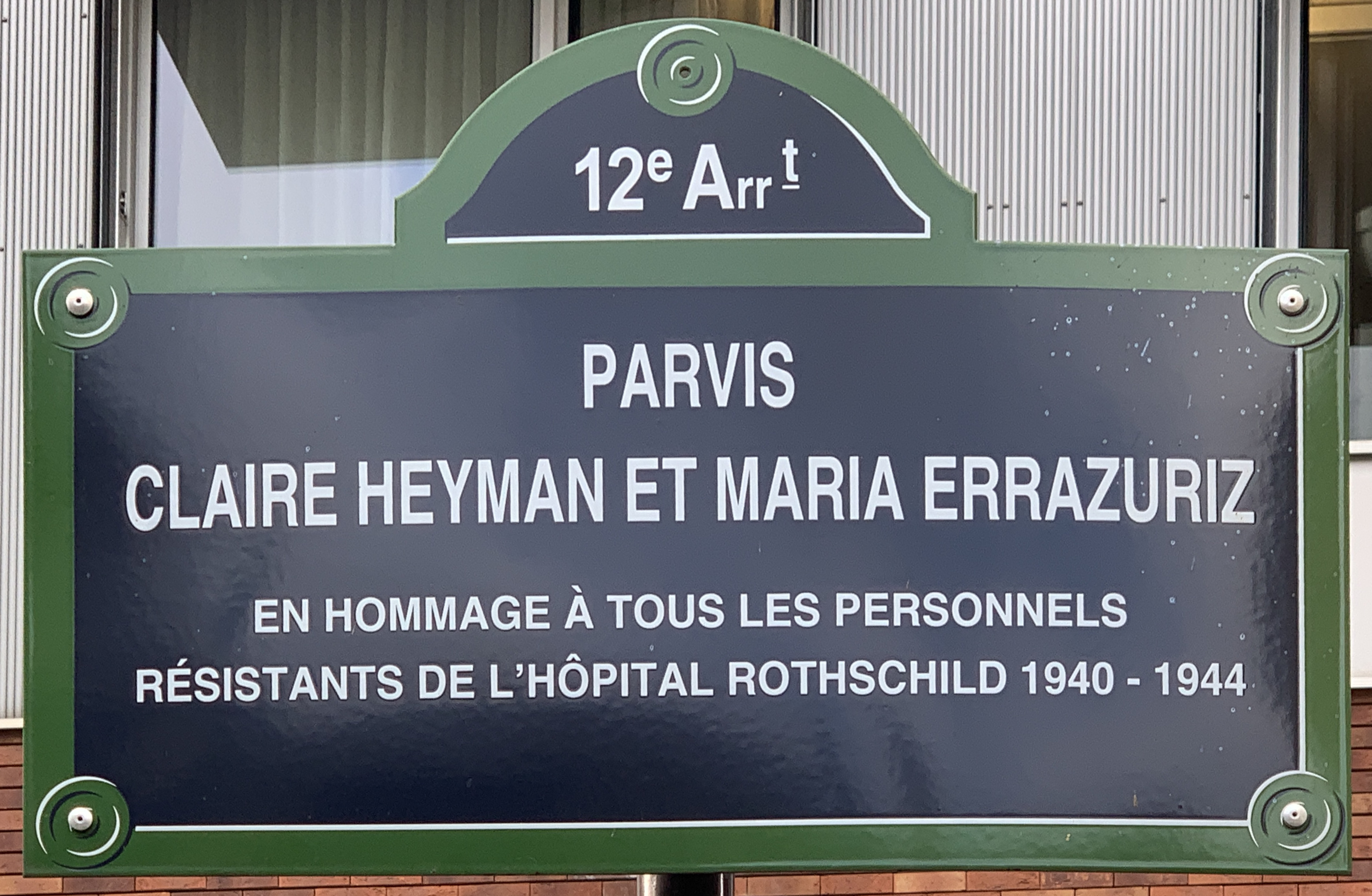
Plaque du parvis.

La dénomination rend hommage aux résistantes Claire Heyman (1902-1997) et María Errázuriz (1893-1972).

## Historique

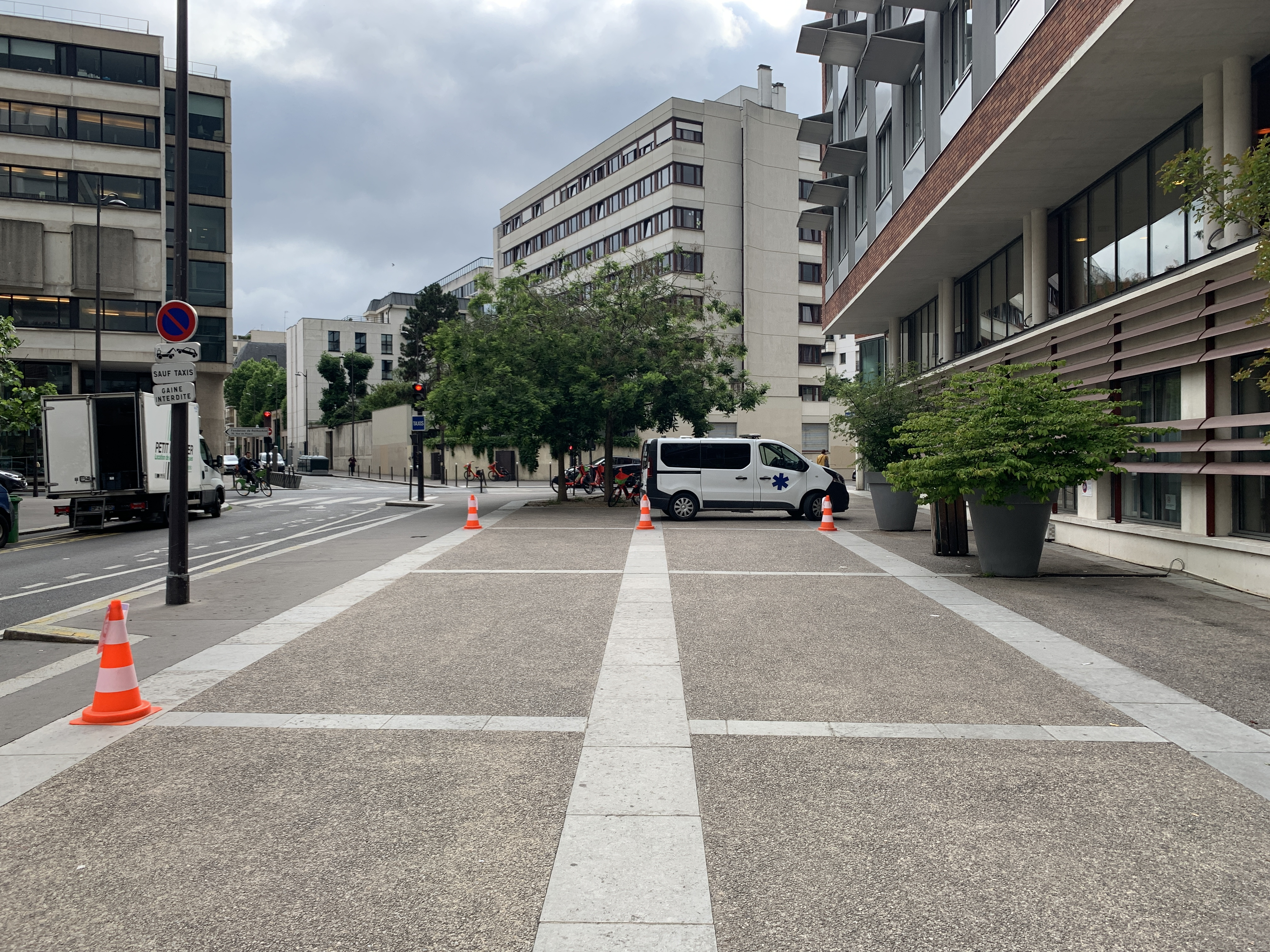
Le parvis en juin 2021.

Le parvis a été inauguré officiellement le 30 novembre 2017,.